# Bobo (sportbestuurder)
Bobo (meervoud: bobo's, van bondsbons) is een negatieve benaming voor een sportbestuurder.
Ruud Gullit gebruikte de term bobo in 1988 in een interview om zijn ergernis te uiten over de (naar zijn idee te) prominente aanwezigheid van bestuurders van de voetbalbond tijdens het Europees kampioenschap voetbal. Het begrip sloeg toen aan en is sindsdien voor vele andere bestuurders gebruikt.
Voetbaljournalist Joop Niezen zegt zelf dat hij de termen "bondsbons" en "bobo" halverwege de jaren zeventig in een column in het blad Voetbal International heeft gebruikt.

## Etymologie
Het woord bonze is oorspronkelijk een benaming voor een boeddhistische priester. In het Nederlands hebben de woorden bons en bonze ook de betekenis van invloedrijk persoon of kopstuk. Deze betekenis is minimaal vele decennia oud: in 1934 verscheen bij De Amsterdamsche Keurkamer het boek Bonzen van Ralph Springer. De auteur richtte zich tegen het zogenaamde 'bonzenstelsel' van de arbeidersbeweging, waarbij de macht over velen werd uitgeoefend door weinigen.
In het Sranantongo, Papiaments en Spaans staat bobo gelijk aan sufferd, dommerik. Aangezien Gullit een Surinaamse vader heeft, wordt wel gesuggereerd dat deze betekenis een rol heeft gespeeld bij Gullits gebruik van het woord.
Met het woord bobo wordt in de Belgisch Nederlandse literatuur in de eerste plaats gerefereerd aan de Engelse betekenis van het woord. In het alledaags taalgebruik en de geschreven pers wordt met bobo dan weer verwezen naar kopstuk, maar dan meestal wel in het meervoud en met een verwijzing naar het specifieke soort kopstukken, dus om een groep aan te duiden: bijvoorbeeld bobo's van de voetbalwereld of bobo's van de farmaceutische industrie.
In 2000 publiceerde de Amerikaanse journalist David Brooks Bobos in Paradise: The New Upper Class and How They Got There. Hij beschreef de groep mensen die hij de bohemian bourgeois of Bobos noemde.

## Eerder gebruik
Column van Joop Niezen van 17 juni 2002 waarin hij beweert de termen "bondsbons" en "bobo" halverwege de jaren zeventig in het blad Voetbal International te hebben gebruikt.
De term Bondsbons werd in 1948 al regelmatig gebruikt in de Sportkiekjes van Zamora, dat verscheen in Het Vrije Volk. De Tijd gebruikte het vanaf 1966, onder meer door Frits Suér, zoals in 1970 bij de mogelijke benoeming van Anton Geesink tot bondscoach.